# Джефри Уилкинсън
 Сър Джефри Уилкинсън (на английски: Geoffrey Wilkinson) е английски химик, лауреат на Нобелова награда за химия от 1973 г. Той работи в областта на неорганичната химия и катализата на преходните метали.

## Биография
Уилкинсън е роден в село Спрингсайд близо до Тодморден, в западната част на Йоркшър, Англия. Той е най-голямото от три деца. Баща му Хенри Уилкинсън е бояджия, а майка му работи в местната фабрика за памук. Жената на единия от чичовците му, който е органист и диригент, е от семейство, притежаващо малко химическо предприятие за производство на магнезиев сулфат и натриев сулфат за фармацевтичната индустрия. Именно от там тръгва интересът на Уилкинсън към химията.
Той учи в местното начално училище, а през 1932 г. печели стипендия и се записва в граматическо училище. Учителят му по физика там, Люк Сътклиф, е преподавал и на нобеловия лауреат по физика Джон Кокрофт. През 1939 г. получава кралска стипендия, за да учи в Имперския колеж в Лондон. Завършва през 1941 г., а през 1946 г. получава докторска степен с дисертация на тема „Някои физико-химични наблюдения върху хидролизата в хомогенна парна фаза“.
През 1942 г. професор Фридрих Панет набира млади химици за проект по ядрена енергетика. Уилкинсън се включва и е изпратен в Канада, където се заселва в Монреал до 1946 г. През следващите четири години работи с професор Глен Сиборг в Калифорнийския университет, Бъркли, основно върху ядрената таксономия. След това става сътрудник и на Масачузетския технологичен институт и започва да се връща към първите си студентски интереси – комплекси от лиганди на преходни метали.
От септември 1951 г. до декември 1955 г. работи в Харвардския университет, а след няколко месеца почивка в Копенхаген се завръща в Англия. В Харвард той работи по функциите на възбуждане на протони в кобалт и започва да работи по алкените. През юни 1955 г. е назначен за ръководител на отдела по неорганична химия към Имперския колеж в Лондон, като след това работи почти само по комплексите от преходни метали.
Уилкинсън популяризира катализатора на Уилкинсън RhCl(PPh3)3 (където Ph е фенил) при каталитичното хидрогениране. Той открива структурата на фероцена. Катализаторът на Уилкинсън се използва промишлено при хидрогенирането на алкени до алкани.
От 1952 г. Уилкинсън е женен за Лиса Сьолвер, от която има две дъщери.
През 1965 г. е избран за член на Британското кралско научно дружество. През 1973 г. Уилкинсън е награден с Нобелова награда за химия (заедно с Ернст Ото Фишер) като признание за работата му по металоорганичната химия. През 1976 г. е посветен в рицарство.
Умира на 26 септември 1996 г. в Лондон.